# إدي ريتشاردسون
إدي ريتشاردسون (بالإنجليزية: Eddie Richardson)‏ (22 يوليو 1990 في جمهورية أيرلندا - ) هو لاعب كريكت أيرلندي. شارك مع منتخب أيرلندا للكريكت.

## وصلات خارجية
- إدي ريتشاردسون على موقع إي آس بي آن كريك إنفو (الإنجليزية)